# Very (álbum de Pet Shop Boys)
Very es el quinto álbum de estudio del dúo británico de música electrónica Pet Shop Boys, lanzado el 27 de septiembre de 1993 por Parlophone. Es uno de los álbumes más exitosos del grupo, con un #1 puesto en las listas británicas y ventas que superaron las 5 millones de copias alrededor del mundo.

## Antecedentes
Después de su gira Performance en 1991 y tras lanzar en noviembre de ese mismo año el álbum Discography: The Complete Singles Collection, el dúo decidió tomar un descanso. Por ese entonces, mucha gente creía que ellos se separarían debido a que en 1992 no habían lanzado material nuevo y a rumores que hablaban de una depresión que padecía Tennant, producto de la muerte de un amigo años atrás, a manos del VIH. Sin embargo en junio de 1993, tendrían un fuerte regreso con el sencillo «Can You Forgive Her?», apareciendo en la portada con vestimentas y sombreros coloridos, lejos de su habitual sobriedad.

## Lanzamiento
En junio de 1993, los Pet Shop Boys viajan a Rusia para inaugurar el canal MTV Rusia, presentando su versión del tema de Village People, «Go West». El 27 de septiembre de ese año, se publica su nuevo álbum, titulado Very. En esta nueva entrega, se exhibe uno de los muchos puntos torneados en que los Pet Shop Boys harían su música, cambiando del templado pop de Behaviour a arreglos de baile ricamente instrumentados, con ritmos ritmos totalmente bailables y enérgicos. El contenido y letras condujeron a Very a ser llamado su álbum de "salida del closet", ya que fue durante este tiempo que Tennant había discutido públicamente su homosexualidad rumoreada hace largo tiempo.

### Relentless
Una edición limitada de Very también fue lanzada en forma de álbum doble, titulado Very Relentless. Este segundo disco fue un álbum dance de seis pistas más experimentales e instrumentales. Hubo planes para expandir Relentless en 1994 lanzando las seis pistas junto con otras, de forma que sea un álbum dance completo, sin embargo esta idea se plasmó en Disco 2. Las seis pistas en Relentless no se han lanzado en ningún otro disco desde entonces (aunque la versión original de «Forever In Love» se encuentra en Very/Further Listening 1992-1994 como la pista 2).

## Reediciones
El álbum fue relanzado en 1996 como un lanzamiento a mitad de precio, esta vez en una caja de joyas estándar con una nueva portada mostrando una imagen de la caja original.
En 2001, Very fue relanzado, como lo fueron muchos de los álbumes del grupo, como Very/Further Listening 1992-1994. La reedición fue remasterizada digitalmente y trajo consigo un segundo disco de lados b y material inédito de las sesiones de grabación de 1993.
Otro relanzamiento siguió el 9 de febrero de 2009, bajo el título de Very: Remastered, pero conteniendo solamente las 12 pistas del original. Con este relanzamiento, la reedición del 2001 fue retirada.

## Título y diseño de portada
El título del álbum es Very, según Tennant, "porque es muy Pet Shop Boys: es muy animado, tiene mucha energía, es muy romántico, es muy triste, es muy pop, es muy bailable y parte de eso es muy divertido…". Respecto de la edición limitada, Relentless (en español Implacable), se titula así porque, según Tennant, "lo es".
Diseñada por Daniel Weil del estudio de diseño Pentagram, la portada de Very consistió en un exclusivo estuche fabricado en poliestireno moldeado por inyección, de color naranja con protuberancias, a veces descritas inoficialmente como una caja de Lego. Very Relentless fue similarmente única, con los dos CD colocados en fundas (Very en anaranjado y Relentless en rosado) ambos colocados en una caja de goma translúcida con protuberancias.
La portada de Very fue exhibida en la exposición "Mutant Materials in Contemporary Design" del Museo de Arte Moderno (MoMA) de 1995.

## Recepción
El crítico Robert Christgau escribió respecto al álbum: "no estaba preparado para el barroco: sintetizadores techno, metales en masa, chicos del coro de Village People" [...] los valores de producción se adaptan al tumulto de su corazón (refiriéndose a Tennant) y las melodías a la dulzura de su alma". En un análisis al catologo del dúo, Ed Biggs declaró: "es ostensiblemente mucho más un álbum up en comparación con el mal humor del predecesor de 1990, Behaviour. Sube todos los elementos centrales del sonido PSB a toda marcha. J.D. Considine de la revista Rolling Stone, analizó cada pista en particular y escribió: "a pesar de lo divertido que es adentrarse en la exuberancia melodiosa del pop como «One In A Million» o «I Wouldn't Normally Do This Kind Of Thing», hay placeres más profundos en las emociones encontradas que se transmiten en «To Speak Is A Sin» y «Can You Forgive Her?» Y es ese tipo de profundidad lo que hace que Very valga la pena escucharla una y otra vez. AllMusic declaró: "Alternativamente feliz y melancólico, Very es Pet Shop Boys en su máxima expresión".
En el 2000, la revista Q ubicó a Very en el número 91 en su lista de los 100 más grandiosos álbumes británicos. Está también incluido en el libro "1001 discos que hay que escuchar antes de morir".

## Lista de canciones
Todas las canciones están escritas por Neil Tennant y Chris Lowe, excepto donde se indica.

### Very[14]
| N.º   | Título | Escritor(es)                                                              | Duración |  |
| 1.    | «Can You Forgive Her?»                                                                                    |                                                                           | 3:54     |  |
| 2.    | «I Wouldn't Normally Do This Kind Of Thing»                                                               |                                                                           | 3:04     |  |
| 3.    | «Liberation»                                                                                              |                                                                           | 4:07     |  |
| 4.    | «A Different Point Of View»                                                                               |                                                                           | 3:26     |  |
| 5.    | «Dreaming Of The Queen»                                                                                   |                                                                           | 4:20     |  |
| 6.    | «Yesterday, When I Was Mad»                                                                               |                                                                           | 3:56     |  |
| 7.    | «The Theatre»                                                                                             |                                                                           | 5:11     |  |
| 8.    | «One And One Make Five»                                                                                   |                                                                           | 3:31     |  |
| 9.    | «To Speak Is A Sin»                                                                                       |                                                                           | 4:46     |  |
| 10.   | «Young Offender»                                                                                          |                                                                           | 4:50     |  |
| 11.   | «One In A Million»                                                                                        |                                                                           | 3:54     |  |
| 12.   | «Go West (incluye la pista oculta "Postscript (I Believe In Ecstasy)", luego de 2:07 minutos de silencio» | Jacques Morali / Henri Belolo / Victor Willis / Neil Tennant / Chris Lowe | 8:22     |  |
| 53:08 | |                                                                           |          |  |

### Relentless[14]
| Disco 2 |                              |          |  |
| N.º     | Título                       | Duración |  |
| 1.      | «My Head Is Spinning»        | 6:33     |  |
| 2.      | «Forever In Love»            | 6:19     |  |
| 3.      | «KDX 125»                    | 6:25     |  |
| 4.      | «We Came From Outer Space»   | 5:24     |  |
| 5.      | «The Man Who Has Everything» | 6:01     |  |
| 6.      | «One Thing Leads To Another» | 6:28     |  |
| 37:10   |                              |          |  |

### Further Listening1992-1994[15]
| Disco 2  |                                                             |                                                                           |          |  |
| N.º      | Título                                                      | Escritor(es)                                                              | Duración |  |
| 1.       | «Go West (Remix inédito de 12" de 1992)»                    | Jacques Morali / Henri Belolo / Victor Willis / Neil Tennant / Chris Lowe | 9:09     |  |
| 2.       | «Forever In Love (inédito)»                                 |                                                                           | 5:44     |  |
| 3.       | «Confidential (demo para Tina Turner)»                      |                                                                           | 4:47     |  |
| 4.       | «Hey, Headmaster»                                           |                                                                           | 3:06     |  |
| 5.       | «Shameless»                                                 |                                                                           | 5:04     |  |
| 6.       | «Too Many People»                                           |                                                                           | 4:25     |  |
| 7.       | «I Wouldn't Normally Do This Kind Of Thing (versión de 7")» |                                                                           | 4:45     |  |
| 8.       | «Violence (versión de Haçienda)»                            |                                                                           | 5:00     |  |
| 9.       | «Falling (demo para Kylie Minogue) (anteriormente inédito)» |                                                                           | 4:38     |  |
| 10.      | «Decadence»                                                 |                                                                           | 3:55     |  |
| 11.      | «If Love Were All»                                          | Noel Coward                                                               | 3:00     |  |
| 12.      | «Absolutely Fabulous (versión de sencillo)»                 | Neil Tennant / Chris Lowe / Jennifer Saunders / Joanna Lumley             | 3:46     |  |
| 13.      | «Euroboy»                                                   |                                                                           | 4:30     |  |
| 14.      | «Some Speculation»                                          |                                                                           | 6:34     |  |
| 15.      | «Yesterday When I Was Mad (versión de sencillo)»            |                                                                           | 4:01     |  |
| 16.      | «Girls And Boys (en vivo en Río)»                           | Damon Albarn, Graham Coxon, Alex James, Dave Rowntree                     | 4:55     |  |
| 01:17:19 |                                                             |                                                                           |          |  |

## Personal

### Pet Shop Boys
- Neil Tennant
- Chris Lowe

### Músicos invitados
- Pete Gleadall, J.J. Belle, Frank Ricotti, Phil Todd, Snake Davis, John Barclay, John Thirkell, Mark Nightingale, Anne Dudley, Sylvia Mason-James, Dainton Connell, Carol Kenyon, Katie Kissoon y Tessa Niles, Joanna Wyatt, Thomas Rogers, Laurie Smith, Hody Smith, Nigel Francis, Francis Hatson, Lee Harris, Lucy Clark, Marie-Claire Peterson y Victoria Ferher